# Richard Stapley
Pour les articles homonymes, voir Wyler.
Richard Stapley, né le 20 juin 1923 à Southend-on-Sea (écart de Westcliff-on-Sea, Essex, Angleterre) et mort le 5 mars 2010 à Palm Springs (Californie, États-Unis), est un acteur anglais, ayant parfois utilisé le nom de scène de Richard Wyler.

## Biographie
Richard Stapley débute au théâtre en Angleterre au début des années 1940, jouant notamment à Londres (ex. : en 1942, dans une adaptation du roman Rebecca de Daphne du Maurier).
Venu aux États-Unis vers la fin des années 1940, à la faveur d'un contrat avec la Metro-Goldwyn-Mayer, il tourne deux premiers films américains sortis en 1948, dont Les Trois Mousquetaires de George Sidney (avec Gene Kelly et Lana Turner). Suivent notamment Les Quatre Filles du docteur March de Mervyn LeRoy (1949, avec June Allyson et Janet Leigh), Capitaine King d'Henry King (1953, avec Tyrone Power et Terry Moore) et Au sixième jour d'Henry Koster (1956, avec Robert Taylor et Richard Todd), le tout sous son nom de naissance.
Après trois séries en 1957-1958 pour la télévision américaine, il revient en Europe et contribue à un premier film britannique sorti en 1959. L'année suivante, à l'occasion de la série britannique Man from Interpol (en) (quarante épisodes, 1960) où il tient le rôle principal, il adopte le nom de scène de Richard Wyler.
Parmi ses séries britanniques suivantes, mentionnons Le Saint (deux épisodes, 1964-1965), Jason King (un épisode, 1971) et Le Retour du Saint (un épisode, 1978), la dernière de ses dix-sept séries.
Au cinéma en Europe, il apparaît entre autres dans le film américano-italien Rewak le Rebelle de Rudolph Maté (1960, avec Jack Palance et Milly Vitale), le film franco-italien Coplan FX 18 casse tout de Riccardo Freda (1965, avec Robert Manuel et Jany Clair, où il personnifie l'agent Francis Coplan) et le film britannique Chambres communicantes de Franklin Gollings (1970, avec Bette Davis et Michael Redgrave). Il achève sa carrière au grand écran (vingt-quatre films en tout) avec un petit rôle non crédité dans le film américain Scorpio de Michael Winner (1973, avec Burt Lancaster et Alain Delon).
Signalons également sa contribution à quatre westerns spaghetti vers la fin des années 1960, dont Les Tueurs de l'Ouest d'Eugenio Martín (film italo-espagnol, 1966, avec Tomás Milián et Mario Brega).
Richard Stapley meurt à 86 ans en 2010, à Palm Springs en Californie, où il était installé vers la fin de sa vie. 

## Théâtre (sélection)
(à Londres)
- 1942 : Rebecca, adaptation du roman éponyme de Daphne du Maurier : Jack Favell[3]
- 1944 : Bird in Hand de John Drinkwater : Gerard Arnwood

## Filmographie partielle

### Cinéma
- 1948 : The Challenge (en) de Jean Yarbrough : Cliff Sonnenberg
- 1948 : Les Trois Mousquetaires (The Three Musketeers) de George Sidney : Albert
- 1949 : Les Quatre Filles du docteur March (Little Women) de Mervyn LeRoy : John Brooke
- 1951 : Le Château de la terreur (The Strange Door) de Joseph Pevney : Denis de Beaulieu
- 1953 : Capitaine King (King of the Khyber Rifles) d'Henry King : Lieutenant Ben Baird
- 1954 : La Charge des lanciers (Charge of the Lancers) de William Castle : Major Bruce Lindsey
- 1955 : Dix Hommes pour l'enfer (Target Zero) de Harmon Jones : Sergent David Kensemmit
- 1956 : Au sixième jour (D-Day the Sixth of June) d'Henry Koster : David Archer
- 1960 : Rewak le Rebelle (The Barbarians) de Rudolph Maté : Capitaine Lycursus
- 1961 : Diamants sur canapé (Breakfast at Tiffany's) de Blake Edwards : un invité de la fête
- 1965 : Coplan FX 18 casse tout de Riccardo Freda : l'agent Francis Coplan
- 1966 : Les Tueurs de l'Ouest (El precio de un hombre) d'Eugenio Martín : Luke Chilson
- 1967 : L'Homme qui venait pour tuer (Un hombre vino a matar) de León Klimovsky : Anthony Garnett « Rattler Kid »
- 1967 : Un fusil pour deux colts (Voltati… ti uccido !) d'Alfonso Brescia : Billy Walsh
- 1968 : Deux Pistolets pour un lâche (Il pistolero segnato da Dio) de Giorgio Ferroni : Coleman
- 1969 : Sumuru, la cité sans hommes (Die sieben Männer der Sumuru) de Jesús Franco : Jeff Sutton
- 1970 : Chambres communicantes (Connecting Rooms) de Franklin Gollings : Dick Grayson
- 1972 : Frenzy d'Alfred Hitchcock : un chauffeur de camion
- 1973 : Scorpio de Michael Winner : un agent tué par Zharkov en voiture

### Télévision
(séries)
- 1960 : Man from Interpol (en), saison unique, 40 épisodes (intégrale) : l'agent Anthony Smith
- 1964-1965 : Le Saint (The Saint)
  - Saison 3, épisode 13 La Demoiselle en détresse (The Damsel in Distress, 1964) de Peter Yates : Alessandro Naccaro
  - Saison 4, épisode 6 L'Homme qui défie la mort (The Man Who Could Not Die, 1965) de Roger Moore : Roddy Morton
- 1966 : Alias le Baron (The Baron), saison unique, épisode 14 Meurtre à l'exposition (There's Someone Close Behind You) de Roy Ward Baker : Gregg Wilde
- 1970 : Z-Cars (Z Cars), épisode 370 (saison 6) The Little Woman, Part II : Jack Streeter
- 1971 : Jason King, saison unique, épisode 2 Une page avant de mourir (A Page Before Dying) : Jenson
- 1978 : Le Retour du Saint (Return of the Saint), saison unique, épisode 1 Double Jeu (The Judas Game) : Algemon